# Paolo Antonio Barbieri

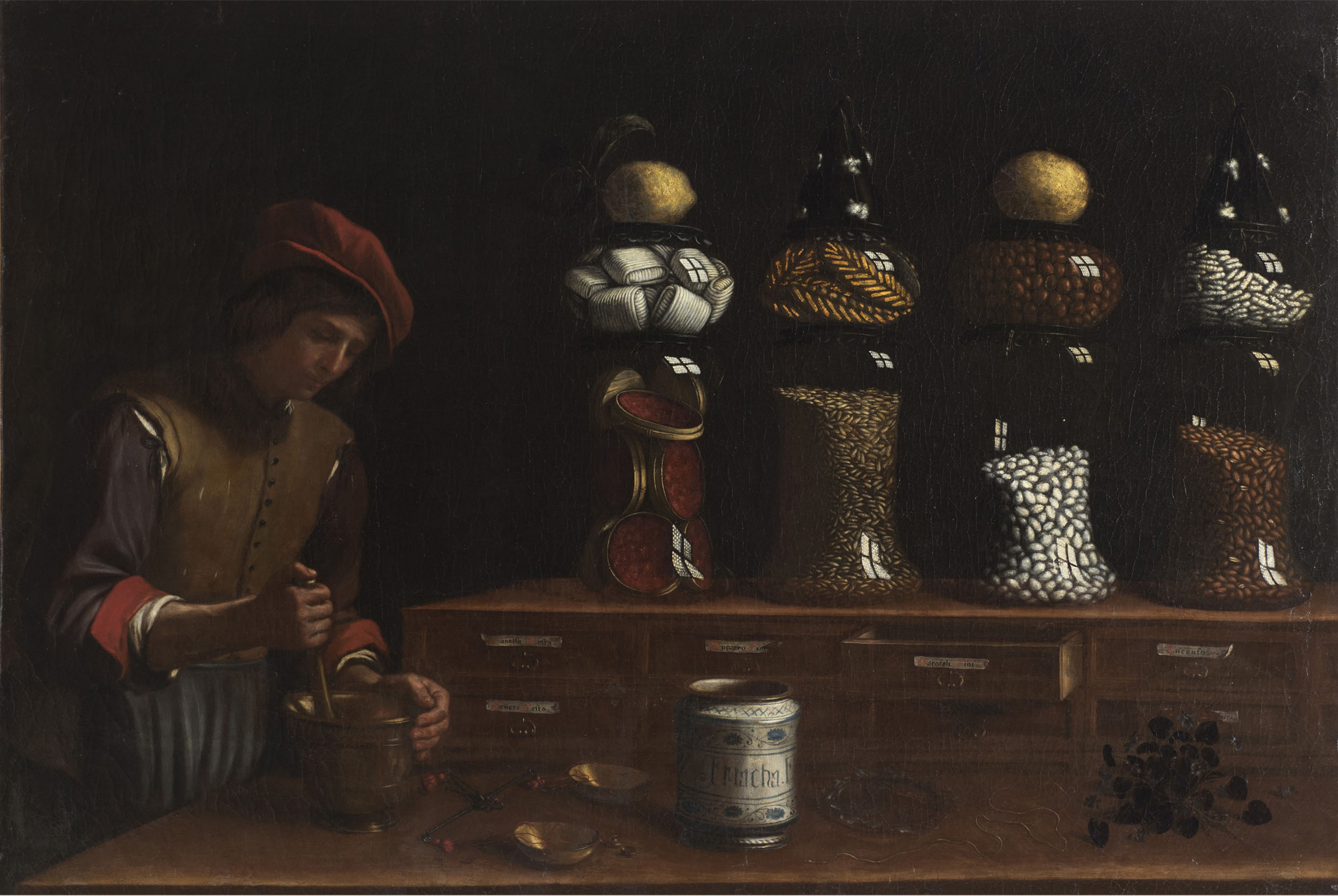
Paolo Antonio Barbieri, Spezieria, (Spoleto, palazzo Collicola)

Paolo Antonio Barbieri (Cento, 1603 – Bologna, 1649) è stato un pittore italiano specializzato soprattutto nella rappresentazione di nature morte.

## Biografia
Apprese dal fratello maggiore Giovanni Francesco, detto il Guercino, le tecniche pittoriche di base. Il Guercino aiutò Paolo Antonio nella realizzazione pratica di alcune sue opere, aggiungendovi figure. Inizialmente legato alle tecniche chiaroscurali del fratello, Paolo Antonio si distaccò da questo stile, per affiancarsi ad un maggior naturalismo pittorico, preservando l'impiego di colori sgargianti che aveva iniziato ad applicare sin dai primi anni di attività. Morì prematuramente - a 46 anni - a Bologna nel 1649, prima del Guercino.

## La natura morta nella regione Emilia

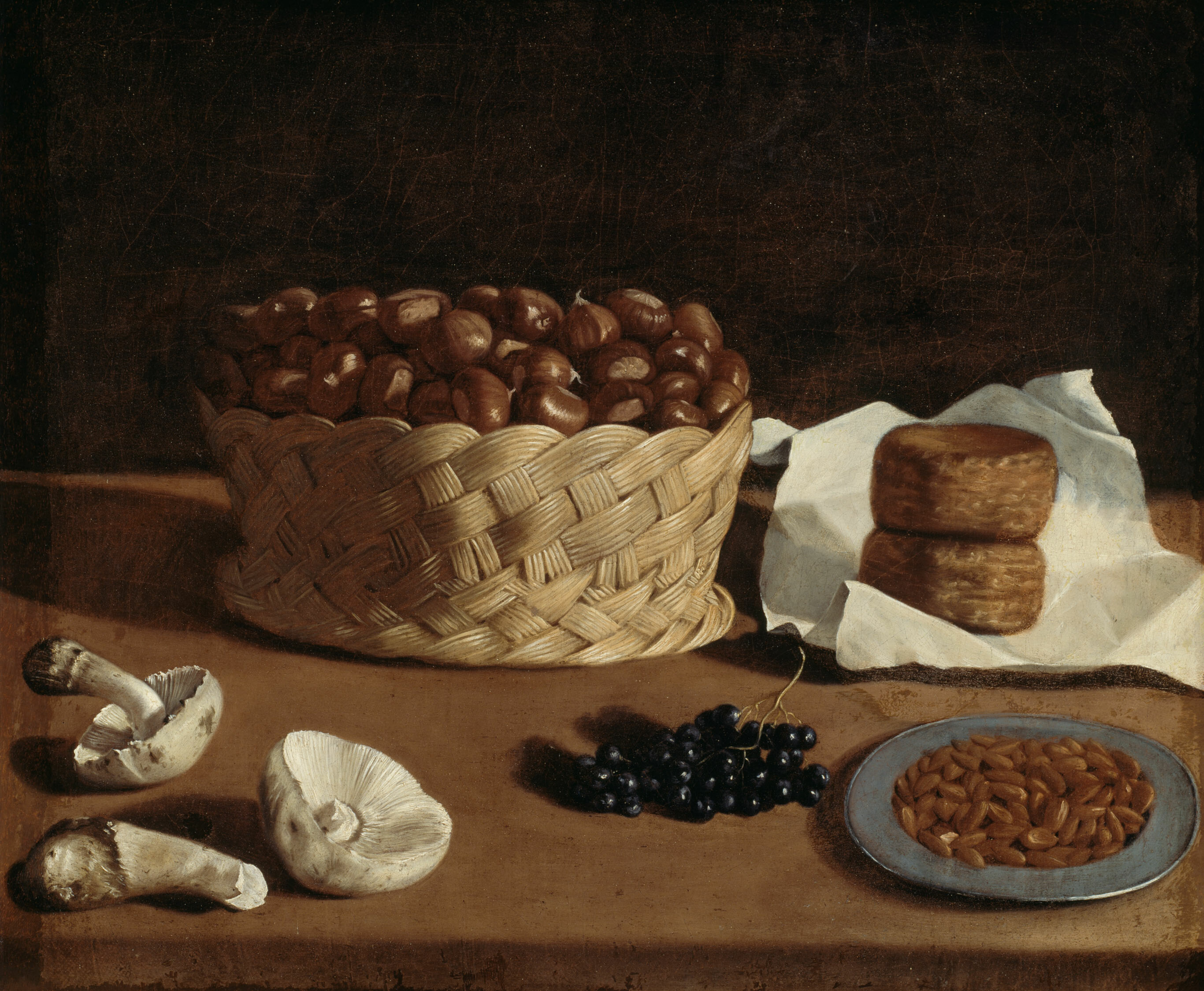
Cesto di castagne, funghi e frutta, Art Institute of Chicago

Nella produzione pittorica di natura morta italiana, il contributo della regione emiliano-romagnola fu una tipologia di dipinti di tono dimesso, mai barocco. Probabilmente l'iniziatore in Emilia di questo gusto pittorico fu proprio Paolo Antonio Barbieri. Il Barbieri esprime le sue migliori capacità artistiche in quadri di piccole dimensioni, in cui la frugalità delle vivande esposte ricorda le tele della scuola di Francisco de Zurbarán. Cesto di castagne, funghi, frutta e formaggio, splendida composizione del pittore centese, è tra i capisaldi della natura morta seicentesca; la troviamo in esposizione all'Art Institute di Chicago.

## Opere
Paolo Antonio Barbieri era solito annotare le sue produzioni pittoriche in un Diario e, stando a quanto quest'ultimo ci indica, le sue opere dovrebbero essere più di quaranta, oltre a un dipinto realizzato pochi mesi prima della morte che non viene annoverato in questa lista. I soggetti principali delle sue opere sono paesaggi reali, soprattutto rurali, utensili di vita quotidiana, scene di vita nelle campagne; a questi soggetti si accosta la raffigurazione, più frequente a partire dagli anni della piena maturità artistica - cioè dal 1640 in poi - delle nature morte, rappresentate sotto forma di composizioni anche complesse. Tra le altre opere, ricordiamo Spezieria.
I dipinti di Barbieri sono conservati in diversi luoghi: a Ferrara, alla Galleria Coccapani, alla Galleria Campori e alla Raccolta Bertocchi di Bologna.